# Søndbjerg Kirke
Søndbjerg Kirke ligger i Søndbjerg på den sydlige del af Thyholm, nord for Struer.
Kirken er i romansk stil og har helt fra begyndelsen bestået af skib, kor, apsis og tårn. Under det sydvestlige hjørne af tårnet findes en runesten, der fungerer som sokkelsten. Den har inskriptionen: "Jacob voldte, Skjalm gjorde, hvor alteret er, der er øjet". Det kan tænkes, at stenen først har været placeret under alterbordet og først har fået sin nuværende placering efter at kirken på et tidligt tidspunkt har fået et nyt tårn.
Syddørens overligger er en tympanon med relief. Motivet er et kors, hvor to fugle oven over korsarmene søger ind mod korset, mens to løver under korsarmene søger væk fra korset. Det kan tydes som en symbolsk fremstilling, hvor fuglene er menneskenes sjæle, mens løverne symboliserer Djævelen, der "går omkring som en brølende løve og leder efter nogen at sluge" (1 Pet 5,8).
I kirken hænger på nordvæggen et krucifiks fra anden halvdel af 1300-tallet, og i tårnrummet findes en række apostelbilleder fra et ældre orgelpulpitur. Døbefonten er udstyret med et dåbsfad, hvor Johannes Døberens dåb af Jesus er afbildet. Selve fonten ser ud til at have overlevet en ildebrand på et tidspunkt, hvilket kunne have givet anledning til bygningen af et nyt tårn og flytning af runestenen som omtalt. I koret findes rester af middelalderlige kalkmalerier, men de nuværende kalkmalerier stammer fra tiden efter reformationen og forestiller engle, der spiller på forskellige musikinstrumenter. Altertavlen har motiver fra Jesu lidelseshistorie og opstandelsen og stammmer fra ca. 1600.